# 12 شعبان
- السبت
- الأحد
- الاثنين
- الثلاثاء
- الأربعاء
- الخميس
- الجمعة

- 2525 يناير 2025
- 2626 يناير 2025
- 2727 يناير 2025
- 2828 يناير 2025
- 2929 يناير 2025
- 3030 يناير 2025
- 131 يناير 2025
- 21 فبراير 2025
- 32 فبراير 2025
- 43 فبراير 2025
- 54 فبراير 2025
- 65 فبراير 2025
- 76 فبراير 2025
- 87 فبراير 2025
- 98 فبراير 2025
- 109 فبراير 2025
- 1110 فبراير 2025
- 1211 فبراير 2025
- 1312 فبراير 2025
- 1413 فبراير 2025
- 1514 فبراير 2025
- 1615 فبراير 2025
- 1716 فبراير 2025
- 1817 فبراير 2025
- 1918 فبراير 2025
- 2019 فبراير 2025
- 2120 فبراير 2025
- 2221 فبراير 2025
- 2322 فبراير 2025
- 2423 فبراير 2025
- 2524 فبراير 2025
- 2625 فبراير 2025
- 2726 فبراير 2025
- 2827 فبراير 2025
- 2928 فبراير 2025

12 شعبان أو 12 شعبان المُعَظّم أو يوم 12 \ 8 (اليوم الثاني عشر من الشهر الثامن) هو اليوم التاسع عشر بعد المائتين (219) من أيَّام السنة (أو العُشرون بعد المائتين لو كان شهر جمادى الآخرة مُتممًا لليوم الثلاثين أو الحادي والعُشرون بعد المائتين لو أتم كلًا من صفر وربيع الآخر وجمادى الآخرة ثلاثين يومًا) وفق التقويم الهجري القمري (العربي). يبقى بعده 135 أو 136 يومًا لانتهاء السنة.

## أحداث
- 958هـ - الأسطول العثماني بقيادة طغرل بك يستولي على ميناء طرابلس الغرب في ليبيا، والذي كان يسيطر عليه فرسان مالطا الصليبيون منذ حوالي 40 سنة.
- 1197هـ - البحرية العثمانية في موانئ الجزائر تنجح في تشتيت 75 سفينة حربية إسبانية كانت تحاول إنزال قواتها في موانئ الجزائر؛ تمهيدًا لاحتلالها.
- 1286هـ - الخديوي إسماعيل يفتتح قناة السويس في احتفال مهيب في مدينة الإسماعيلية بحضور عدد كبير من ملوك وأمراء أوروبا.
- 1299هـ - الحكومة البريطانية تقرر رسميًا احتلال مصر.
- 1337هـ - الزعيم المصري سعد زغلول يرسل مذكرة احتجاج إلى مؤتمر الصلح الذي إنعقد في باريس عقب الحرب العالمية الأولى بسب اعتراف المؤتمر بالحماية البريطانية على مصر وإبقاء الدول العربية تحت الحماية البريطانية والفرنسية.
- 1398هـ - مجلس الشعب التأسيسي في الجمهورية العربية اليمنية ينتخب المقدم علي عبد الله صالح رئيسًا للجمهورية.
- 1402هـ -
  - إسرائيل تقصف جنوب لبنان قبل يوم واحد من بدأ الاجتياح الإسرائيلي للأراضي اللبنانية.
  - اغتيال السكرتير الأول في سفارة الكويت في الهند «مصطفى محمد المرزوق»، ومنظمة أبو نضال تتبنى العملية.
- 1409هـ - جلاء إسرائيل من طابا واستلام مصر لها بعد نزاع دام حوالي 3 أعوام.
- 1410هـ - منتخب الكويت لكرة القدم يفوز بكأس بطولة الخليج المقامة في الكويت.
- 1411هـ -
  - الرئيس العراقي صدام حسين يعلن من على راديو بغداد انسحاب القوات العراقية من الكويت، ويكون بذلك بداية نهاية حرب الخليج الثانية.
  - أمير دولة الكويت الشيخ جابر الأحمد الصباح يصدر مرسوم أميري يعلن فيه الأحكام العرفية في جميع أنحاء الكويت ابتداءً من تاريخه ولغايه ثلاثة شهور، ويعين الشيخ سعد العبد الله الصباح حاكمًا عرفيًا وذلك بعد تحرير الكويت من الغزو العراقي.
- 1415هـ - كبرى الأحزاب الجزائرية والتي مثلت أكثر من 80% من الناخبين في الانتخابات قبل 4 سنوات تعقد مؤتمرًا في العاصمة الإيطالية روما وتعلن العقد الوطني الذي يمنع الوصول إلى السلطة أو البقاء فيها بواسطة العنف وينص على حل سياسي لأزمة الجزائر، إلا أن السلطة الجزائرية رفضت الإعلان الذي كان بين موقعيه الجبهة الإسلامية للإنقاذ المحظورة واعتبرت ذلك تدويلًا للمشكلة.
- 1425هـ - البرلمان التركي يقر إصلاحا للقانون الجزائي يرفع آخر حاجز امام إصدار المفوضية الأوروبية تقريرا يؤيد بدء مفاوضات لانضمام تركيا إلى الاتحاد الأوروبي.
- 1430هـ - مرشد الثورة الإسلامية الإيرانية علي خامنئي يصادق على فوز الرئيس محمود أحمدي نجاد بالانتخابات الرئاسية التي جرت قبل نحو شهرين.
- 1435هـ -
  - الجزائر تعلن عن أول حالة وفاة بـڤيروس كورونا.
  - سقوط الموصل ثاني كبريات مدن العراق بيد تنظيم الدولة الإسلامية في العراق والشام (داعش).
  - البرلمان الإسرائيلي ينتخب رؤوفين ريفلين رئيسًا لإسرائيل.
- 1437هـ - الخارجية المصرية تعلن رسميًا عن تحطم طائرة مصر للطيران رقم 804 قبالة السواحل اليونانية وعلى متنها 66 راكبًا.
- 1443هـ - فوز سردار بردي محمدوف بنسبة 72.97% من الأصوات في الانتخابات الرئاسية المبكرة، ليخلُف والده في حكم تركمانستان.

## مواليد
- 1238هـ - عبد المجيد الأول، سلطان عثماني.
- 1346هـ - جمال حمدان، جغرافي مصري وأستاذ في جامعة القاهرة.
- 1355هـ - عايدة عبد العزيز، ممثلة مصرية.
- 1363هـ - جاسم النبهان، ممثل كويتي.
- 1366هـ - خيري بشارة، مخرج مصري.
- 1372هـ - فيفي عبده، ممثلة وراقصة شرقية مصرية.

## وفيات
- 672هـ - ابن مالك، عالم لغوي أندلسي.
- 1322هـ - إيزابيل إيبرهارت، مستكشفة سويسرية جزائرية.
- 1368هـ - نجيب الريحاني، ممثل كوميدي ومسرحي مصري.
- 1379هـ - أبو الحسن فروغي، أكاديمي وسياسي ومؤلف إيراني.
- 1398هـ - عائشة المرطة، مغنية كويتية.
- 1404هـ - إدريس السنوسي، ملك ليبيا الأسبق.
- 1406هـ - صلاح جاهين، شاعر ورسام مصري.
- 1415هـ - عبد الصاحب الدجيلي، كاتب وشاعر عراقي.
- 1419هـ - عائشة عبد الرحمن، كاتبة ومفكرة مصرية اشتهرت باسم «بنت الشاطئ».
- 1430هـ - سمير غوشة، سياسي فلسطيني.
- 1432هـ - حسن دكاك، ممثل سوري.

## وصلات خارجية
- موقع قصة الإسلام: حدث في شهر شعبان.